# Něčínský potok
Něčínský potok je horský potok (přítok řeky Odry), který pramení severně od kopce Srnov (621 m n. m.) v Oderských vrších a jihozápadně od obce Luboměř pod Strážnou ve vojenském újezdu Libavá v okrese Olomouc v Oderských vrších resp. Vítkovské vrchovině. Potok nejprve teče jihovýchodo-východně a opouští vojenský újezd Libavá a vtéká do okresu Nový Jičín, pak se jeho tok stáčí přibližně severo-severovýchodním směrem a před silnicí z Luboměře pod Strážnou do Lipné napájí rybník. U soutoku s Lipenským potokem, který se vlévá do Něčinského potoka zprava, tvoří hranici Přírodního parku Oderské vrchy. Následně protéká kolem zaniklých osad vodních mlýnů Horní Mlýn a Dolní Mlýn, míjí kaňon Hornyšův důl, kopec Něčín za kterým potok tvoří hranici vojenského prostoru Libavá a zároveň také hranice okresů Olomouc a Nový Jičín. Dále potok míjí kopec Kozí horka a vlévá se zprava do řeky Odry u klokočovského brodu. Potok protéká neobydlenou oblastí a tak si zachoval svůj přirozený přírodní ráz.

## Další informace
Výše nad soutokem Něčínského potoka a Odry, jsou na řece Odře ruiny zaniklého mlýna Lhota, který patřil k zaniklé německé vesnici Barnov.

## Galerie

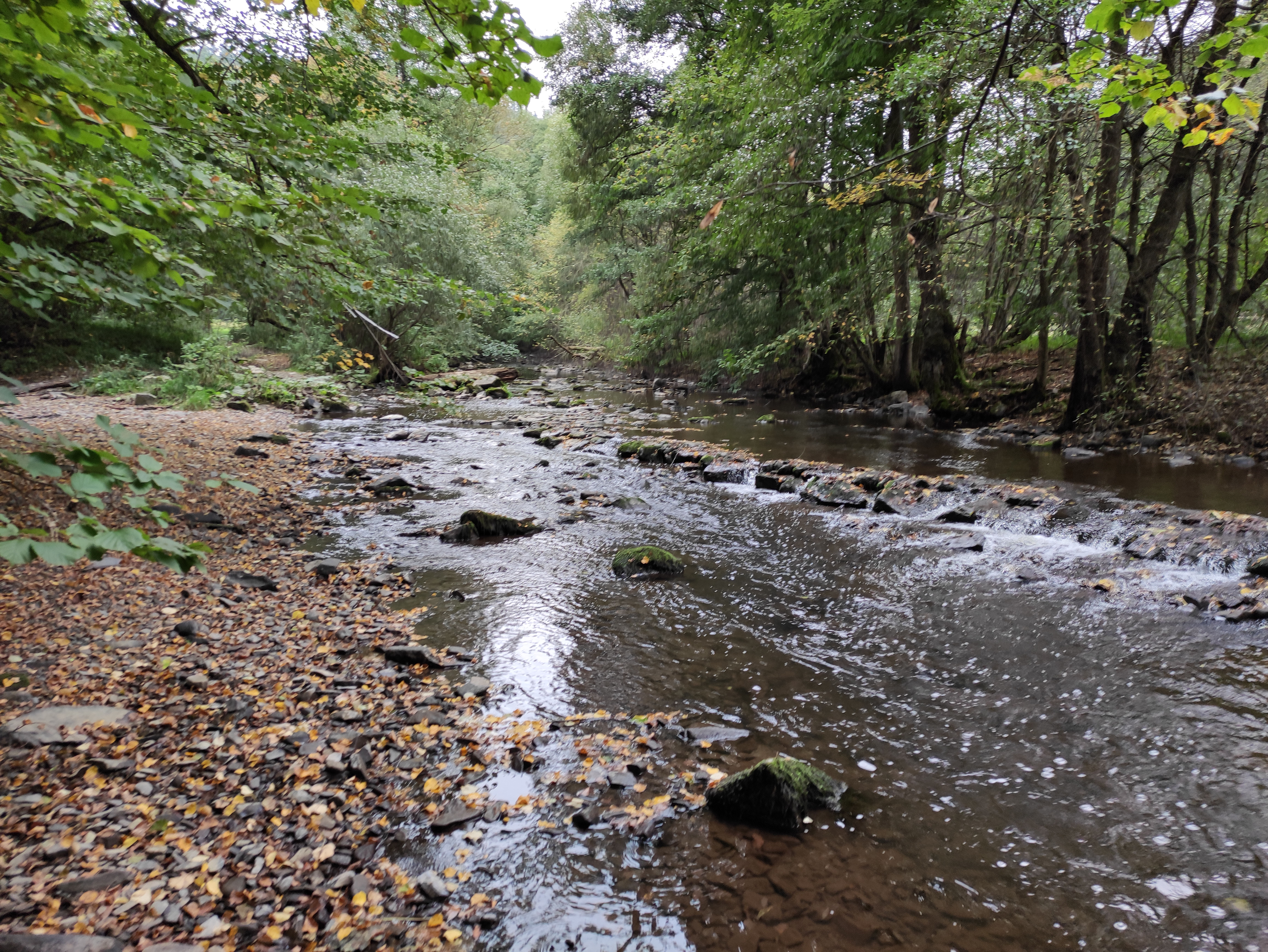
brod - Odra a soutok větve Něčínského potoka